# Charlotte Watts
Charlotte Watts ist eine britische Szenenbildnerin und Artdirector, die bei der Oscarverleihung 2015 zusammen mit Suzie Davies für den Oscar in der Kategorie Bestes Szenenbild für ihre Arbeit bei Mr. Turner – Meister des Lichts nominiert war. Watts wuchs nach eigenen Angaben in der Nähe der Portobello Road in London auf und wurde an der Kingston Art School und dem Goldsmiths in London ausgebildet. Sie ist seit Ende der 1980er Jahre im Filmgeschäft tätig, seit dem Jahr 2000 vornehmlich als Szenenbildnerin. Für ihre Arbeit an Last Days of Chez Nous and Portrait of a Lady reise sie nach Australien und setzte anschließend ihre Arbeit in London fort. Watts ist verheiratet und pflegt eine Leidenschaft für Trödelmärkte und Auktionen.

## Filmografie (Auswahl)
- 1989: Bangkok Hilton (Fernseh-Mehrteiler)
- 1992: Wege der Liebe (The Last Days of Chez Nous)
- 1996: Portrait of a Lady
- 1997: Sunnyside Farm (TV-Serie)
- 1998: Babes in the Wood (Fernsehserie)
- 1999: The Criminal – Wen die Schuld trifft (The Criminal)
- 2000: It Was an Accident
- 2001: Love Affairs – Nimm am besten was Du kriegst (Londinium)
- 2002: Bertie and Elizabeth (Fernsehfilm)
- 2003: Trust (Fernsehserie)
- 2004: Der Preis des Verbrechens (Trial & Retribution, Fernsehserie)
- 2005: Oliver Twist
- 2007: Talk to Me (Fernsehserie)
- 2009: Bright Star
- 2010: M.I. High
- 2011: In guten Händen (Hysteria)
- 2013: Murder on the Home Front (Fernsehfilm)
- 2014: Mr. Turner – Meister des Lichts (Mr. Turner)
- 2015: Mr. Holmes
- 2015: Jekyll & Hyde (Fernsehserie)